# Paraclytra
Paraclytra is een geslacht van kevers uit de familie bladkevers (Chrysomelidae).
De wetenschappelijke naam van het geslacht werd in 1971 gepubliceerd door Medvedev.

## Soorten
- Paraclytra elegans Medvedev, 1993